# Trogmayer Ottó
Trogmayer Ottó (Budapest, 1934. július 24. – Szeged, 2015. május 28.) Széchenyi-díjas muzeológus, régész, egyetemi tanár.
Kutatási területe: Délkelet-Európa korai neolitikuma, a Kárpát-medence középső és késői bronzkora, Csongrád megye korai középkora.

## Életpályája
Ősei Bajorországból vándoroltak Nyugat-Magyarországba, Győrbe, Esztergomba, Rév-Komáromba, majd Budapestre. Felsőfokú tanulmányokat a budapesti egyetemen folytatott, 1957-ben kapott régész, ősrégész szakos szakos diplomát. Nagy hatású tanárai voltak az egyetemen, László Gyula, Banner János és Oroszlán Zoltán. Már az egyetem elvégzése előtt a szegedi Móra Ferenc Múzeumba került gyakorlatra, s ez lett az ő végleges munkahelye, egész aktív életét itt töltötte nagy szakmai eredményekkel. 1970-től ő irányította az ópusztaszeri ásatásokat és az ő vezetésével valósult meg az ópusztaszeri Nemzeti Történeti Emlékpark.
Trogmayer 1962-ben védte meg egyetemi doktori disszertációját Adatok a magyar Dél-Alföld későbronzkorához tárgykörben. 1969-ben A Dél-Alföld korai neolitikumának főbb kérdései c. tanulmányával elérte a kandidátusi fokozatot. Trogmayer számos elévülhetetlen érdeme közt feltétlenül meg kell említenünk Bálint Sándor jeles néprajz kutatónk általa való támogatását. A múzeum segítette Bálint kutatói munkáját, s publikálta tanulmányait a Móra Ferenc Múzeum évkönyveiben. Trogmayer Ottó interjút is készített Bálint Sándorral a TV-ben. Trogmayer nem hagyta az ismeretlenség homályában a szegedi egyetem által még utólag is megalázott, s a tudományos közéletből kiszorított tudóst.
Trogmayer 1969-1983-ig szerkesztette a Móra Ferenc Múzeum Évkönyvét, a továbbiakban megosztotta a szerkesztést munkatársaival, több szekcióra bontották az évkönyvet. Számos tudományos tisztséget vállalt, tagja volt az Országos Múzeumi Tanácsnak, a Tudományos Minősítő Bizottságnak, az UNESCO albizottságának, a Szegedi Akadémiai Bizottság Régészeti szekciójának. 1969-1989-ig tagja volt az MSZMP-nek.
1965-től a József Attila Tudományegyetemen régészetet oktatott, majd 1989-től ő lett a régészeti tanszék vezetője, de fő munkahelye mindig a Móra Ferenc Múzeum maradt, s a Csongrád Megyei Múzeumok Igazgatósága. Mind a szegedi múzeumot, mind pedig a Csongrád megyei múzeumi hálózatot Trogmayer irányította. A régészeti tanszéket 1997. június 30-áig vezette, a múzeumból 1997. szeptember 30-án vonult nyugdíjba, több mint negyvenéves régész-, s több mint negyedszázados megyei múzeumi igazgatói tevékenység után. Nyugalomba vonulása után visszaköltözött szülővárosába, Budapestre, de továbbra is tartotta a szakmai kapcsolatot volt munkatársaival, s a régió kutatóival. 1999-ben habilitált, ekkor nevezték ki egyetemi tanárrá, még a 2000-es évek elején is oktatott mellékállásban.

## Művei (válogatás)
- X-XI. századi magyar temető Békésen. Móra Ferenc Múzeum évkönyve, 1962.
- Népvándorláskori telepnyomok Bokros határában. Uo. 1962.
- Vezető a Móra Ferenc Múzeum régészeti kiállításában. Szeged : Móra Ferenc Múzeum, [1964]. 22 p.
- Szer monostora. Művészet, 1973.
- Das bronzezeitliche Gräbelfeld bei Tápé. Budapest, 1975.
- Csongrád és vidéke. Gát Lászlóval. Szeged, 1976.
- Szer monostorától Ópusztaszerig. Zombori Istvánnal. Budapest, 1980.
- Adatok a kora neolitikus életmód kutatásának kérdésköréhez. (Állattenyésztés, gyűjtögetés, vadászat, földművelés, halászat.) A Móra Ferenc Múzeum Évkönyve. 1989/90. 1. [köt.] Szeged, 1992. 15-36. p.
- A pusztaszeri templomrom. Műemlékvédelem, 36. évf. 1992/2. sz. 88-94. p.
- „... messzelátó hegy gyanánt szolgált...”. Szer monostor templomának építéstörténete. Szeged, 1998.
- Rideg régésztartás : hogyan készült Csongrád megye régészeti topográfiája? Szeged : a város folyóirata, 15. évf. 2003/9. sz. 242-243. p.
- Lux aeterna : sermo lugubris : [Tripolszky Géza emlékére] : Magyar és angol párhuzamos szöveg. A Móra Ferenc Múzeum évkönyve : néprajzi tanulmányok = studia ethnographica, 4. 2003. 3-4. p.
- "Iparkodtam mindig önmagamhoz hű lenni..." : beszélgetés Bálint Sándorral.  In: "Nehéz útra keltem..." : beszélgetések Bálint Sándorral / Csapody Miklós. - Szeged : Bába, 2004. - 95-106. p.
- Ásatási történetek : ötven év legszebb emlékei. (szerk.: Bende Lívia) Szeged : Bába, 2004. 264 p. ISBN 963-9511-81-1
- A magyarok bejövetele : Feszty Árpád körképe. In: Legendák földjén : fejezetek az Ópusztaszeri Nemzeti Történeti Emlékpark krónikájából / [szerk. Tandi Lajos, Szabó G. László]. Ópusztaszer : Ópusztaszeri Történelmi Emlékpark, 2005. 137-145. p.
- Levél Juhász Antal barátomnak. In: Határjáró : tanulmányok Juhász Antal köszöntésére /[szerk. Bárkányi Ildikó, Fodor Ferenc]. - Szeged : Móra Ferenc Múzeum, 2005. 33-34. p.
- Két és fél évszázad : állandó kiállítás az Ópusztaszeri Nemzeti Történeti Emlékparkban. Szeged : a város folyóirata, 17. évf. 2005/8. sz. 16-21. p.
- Multbalátó : régészetünk nagy pillanatai. Budapest : Helikon, 2005. 180 p. ISBN 9632088964
- Aki vezérnek született : Feszty Árpád emlékezete. Szeged : a város folyóirata, 18. évf. 2006/10/11/12. sz.  50-51. p.
- Attila koporsói. In: Szegedtől Szegedig : antológia : 2006 / [főszerk. Veszelka Attila]. Szeged : Bába, [2006]. 402-414. p. (Ser. A Tisza hangja : ISSN 1418-9607)
- Múltmesélő. Marosvidék, 9. évf. 2008/1. sz. 33. p.

## Díjak, elismerések (válogatás)
- Móra Ferenc-emlékérem (1979)
- SZOT-díj (1988)
- A Magyar Köztársasági Érdemrend tisztikeresztje (1994)
- Széchenyi-díj (1996) – A Szegedi Móra Ferenc Múzeum és szeged város képzőművészeti és régészeti munkájának megszervezéséért és vezetéséért.
- Magyar Örökség díj (1997)
- Rómer Flóris-emlékérem (1998)
- Tömörkény-díj (1998)
- A Magyar Érdemrend középkeresztje (2013)
- Szeged díszpolgára (2014)

## Külső hivatkozások
- Trogmayer Ottó 164 publikációja a SZTE Egyetemi Könyvtár egyetemi bibliográfiájában
- Interjú Trogmayer Ottóval[halott link]
- Elment a múzeumigazgató, elment egy díszpolgár... Archiválva 2016. március 7-i dátummal a Wayback Machine-ben, Szeged.hu, 2015. május 29.
- Elbúcsúztatta Szeged Trogmayer Ottót Archiválva 2016. március 7-i dátummal a Wayback Machine-ben, Szeged.hu, 2015. június 15.